# N504i
ムーバ N504i（ムーバ エヌ ごー まる よん アイ）は、日本電気(NEC)製のNTTドコモの第二世代携帯電話(mova)端末である。

## 概要
N503iSの大きさと質量、電池の持ちをそのままに、液晶を中心にスペックアップさせた。
デザインはN503iSよりも一層シンプルなものになった。背面のiモードマークは引き続きLEDイルミネーションになっている。
メインディスプレイには当時最大級の2.2インチで、162×216ドットの高精細TFD液晶を搭載し、宣伝でも高精細液晶を強くアピールしていた。着信メロディはFM音源32和音＋Wavetable8和音の40和音。
文字入力には、初めてT9方式が採用され、以後のNEC端末の多くに引き継がれている。

## 歴史
- 2002年1月17日　テレコムエンジニアリングセンターによる技術基準適合証明の工事設計認証（工事設計認証番号01WAA1007、01XAA1015）
- 2002年1月22日　電気通信端末機器審査協会による技術基準適合認定の設計認証（設計認証番号A02-0011JP、J02-0006）
- 2002年5月27日　ドコモから発表。
- 2002年5月29日　発売。
- 2012年3月31日　movaサービス終了により使用はこの日限りとなる。